# Skrattabborrtjärnen (Haverö socken, Medelpad)
Skrattabborrtjärnen är en sjö i Ånge kommun i Medelpad och ingår i Ljungans huvudavrinningsområde.